# تفاعل هوكر
في تفاعل هوكر (1936) (بالإنجليزية: Hooker reaction )‏ يحدث اختزال لسلسلة الألكيل في نافتوكينون معين (وهي ظاهرة لوحظت لأول مرة في مركب لاباشول) بمقدار وحدة من الميثيلين على هيئة ثاني أكسيد الكربون لكل أكسدة باستخدام برمنجنات البوتاسيوم .
تسبب هذه الأكسدة الميكانيكية انشطار للحلقة في مجموعة الألكين بالإضافة لإنتاج غاز ثاني أكسيد الكربون أثناء عملية نزع الكربوكسيل المصاحب لغلق لاحق للحلقة المنشطرة .